# Glia
Glia är ett släkte i familjen flockblommiga växter.

## Arter
Släktet omfattar tre arter som alla förekommer i Sydafrika:
- Glia decidua B.-E.van Wyk
- Glia pilulosa B.-E.van Wyk
- Glia prolifera (Burm.f.) B.L.Burtt